# Petit château de Bercy
Petit Château de Bercy nebo Château du Petit Bercy je bývalý letohrádek postavený kolem roku 1730 a zbořený v roce 1877, jehož pozůstatky se dochovaly v parku Bercy v Paříži.

## Historie
Panství Gesvres vzniklo na pozemcích, které na konci 17. století zakoupil vévoda de Gesvres, guvernér Paříže od kláštera Nanebevzetí. Nacházelo se od nábřeží Seiny k rue de Bercy proti proudu od La Râpée.
Panství bylo v roce 1708 rozděleno mezi pana de La Croix (část podél rue de Bercy) a Philippa Orryho de Vignory, generálního kontrolora financí (část podél Seiny). Philippe Orry nechal kolem roku 1730 přestavět dům známý jako Petit Château de Bercy na zámeček. Tento majetek získal v roce 1750 vévoda z Penthièvre, který jej prodal po povodni v roce 1751. Poté se majitelé střídali.
V roce 1807 se pan de Chabons, starosta Bercy, stal majitelem dvou panství - pana de La Croixe a Philippa Orryho. Svůj majetek pronajal obchodníkům s vínem, poté, co byly na konci 17. století zřízeny slady na víno na bývalém panství La Rapée. V roce 1819 získal tento komplex obchodník Louis Gallois, který rozšířil sklady a dokončil parcelaci zahrad.
Město Paříž získalo všechna skladiště Bercy v roce 1876 a nechalo zbourat Château du Petit Bercy na základě výnosu ze dne 6. srpna 1877.
Pozůstatky Petit Château, jehož zdi byly integrovány do objektů sklepů, byly objeveny v rue des Pommiers v roce 1988 obchodníkem Françoisem Fantonem.
Zámeček dal jméno Avenue du Petit-Château, která zanikla v roce 1993.

## Popis
Jednalo se o dvoupatrový dům se sedmi okny v každém patře. Přízemí mělo šest oken a dveře s frontonem.

## Pozůstatky
Pozůstatky této budovy jsou viditelné v parku Bercy.